# Кауко
Кауко (нем. Cauco) — деревня и бывшая коммуна в Швейцарии, в кантоне Граубюнден.
Входит в состав коммуны Каланка. Население деревни составляет 35 человек (на 31 декабря 2013 года).
До 2014 года имела статус отдельной коммуны. 1 января 2015 года была объединена с коммунами Арвиго, Браджо и Сельма в новую коммуну Каланка.
Входит в состав региона Моэза (до 2015 года входила в округ Моэза).

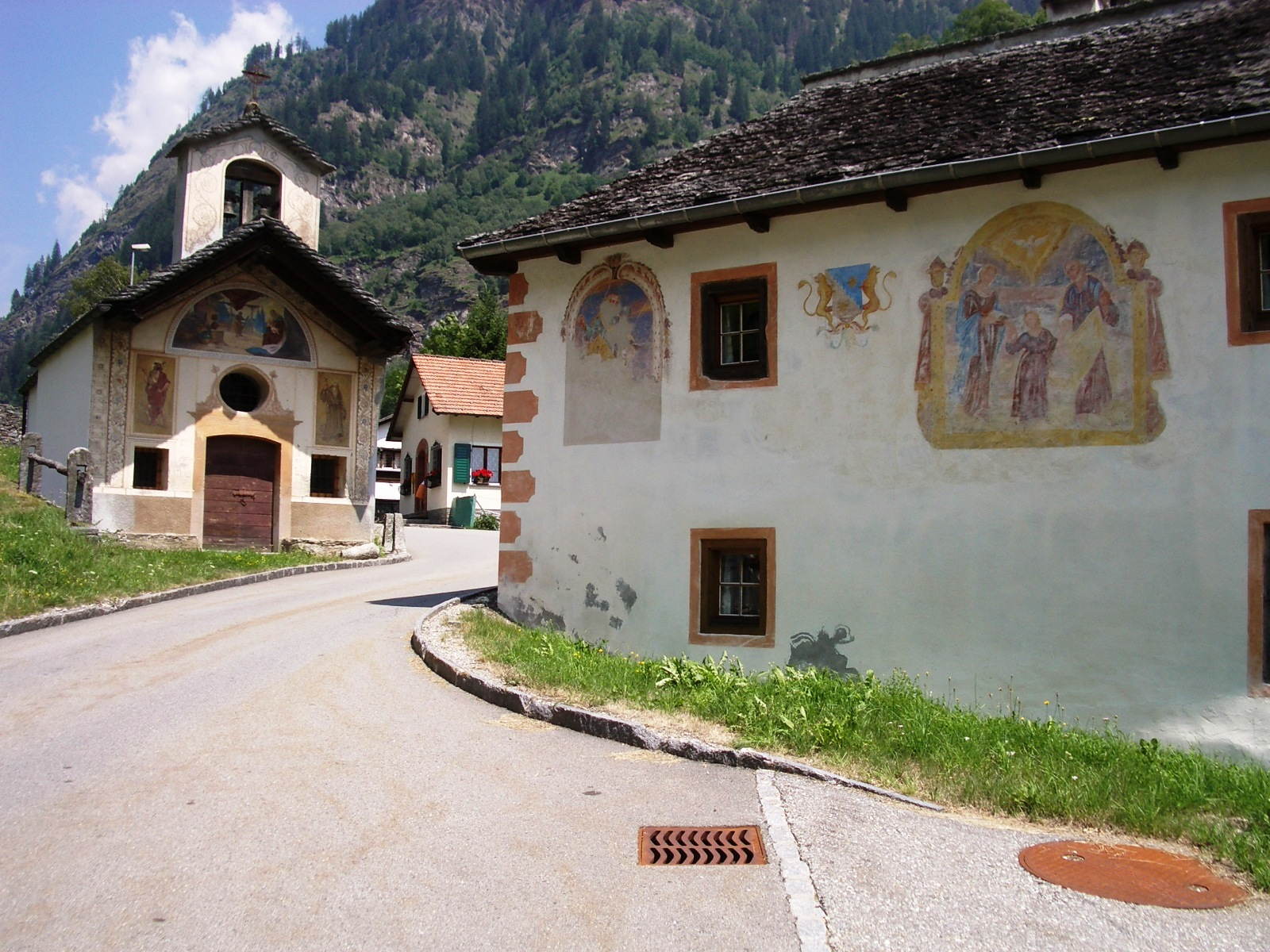
Кауко